# Nothobranchius palmqvisti
Nothobranchius palmqvisti là một loài cá thuộc họ Aplocheilidae. Nó được tìm thấy ở Kenya và Tanzania. Các môi trường sống tự nhiên của chúng là swamps and intermittent đầm lầy nước ngọt.